# 色情研究
色情研究（英語：Porn studies）是指對色情作品及相關行業的學術批判研究。此一研究領域通常落在性研究的範疇之下。色情研究将色情作品視為研究對象去研究，當中可能會探討其內容、文化角色、爭議、對大眾的影響、研究者所採用的方法。色情研究的發展已為同名出版物所帶動。

## 研究主題
色情研究的聚焦點有很多，其中包括研究男同志色情制品的內容（及其怎樣理想化男性气质）、日本成人影片的生產方式及其歷史、分析成人漫画的文本。
除了性研究外，色情研究還屬於批判研究的範疇。因此它會「解读特定观点和做法的關鍵所在……承认文化的复杂性，意识到历史上媒体和性的建构方式如何轉變」。

## 理论基础
社会建构论為色情研究的理论基础。因此，從事色情研究的學者對於「色情作品怎樣影響社會」此類經驗性問題並不感興趣。在過往，大多有關色情作品的研究都聚焦於探討它們對人對社會有着怎樣的影響、色情作品是否對公眾健康構成壞影響、它們是否有利於社會，同時很少有研究者探討研究色情作品時的固有規範 。
色情研究的探究方式跟社会科学中的实证主义方法相对立，後者「掩盖了科学范式的主观性、规范性、意识形态」。

## 公眾討論
從事色情研究的學者有時需面對來自大専院校管理層的道德恐慌。後者可能會擔心讓學生在課上接觸有關物品會產生怎樣的後果。他們亦可能會考慮到法律上的有關管制。部分反色情女性主義者認為《色情研究》是一份支持色情作品，本身並無維持中立原則的期刊。